# Wiktor Dolidse

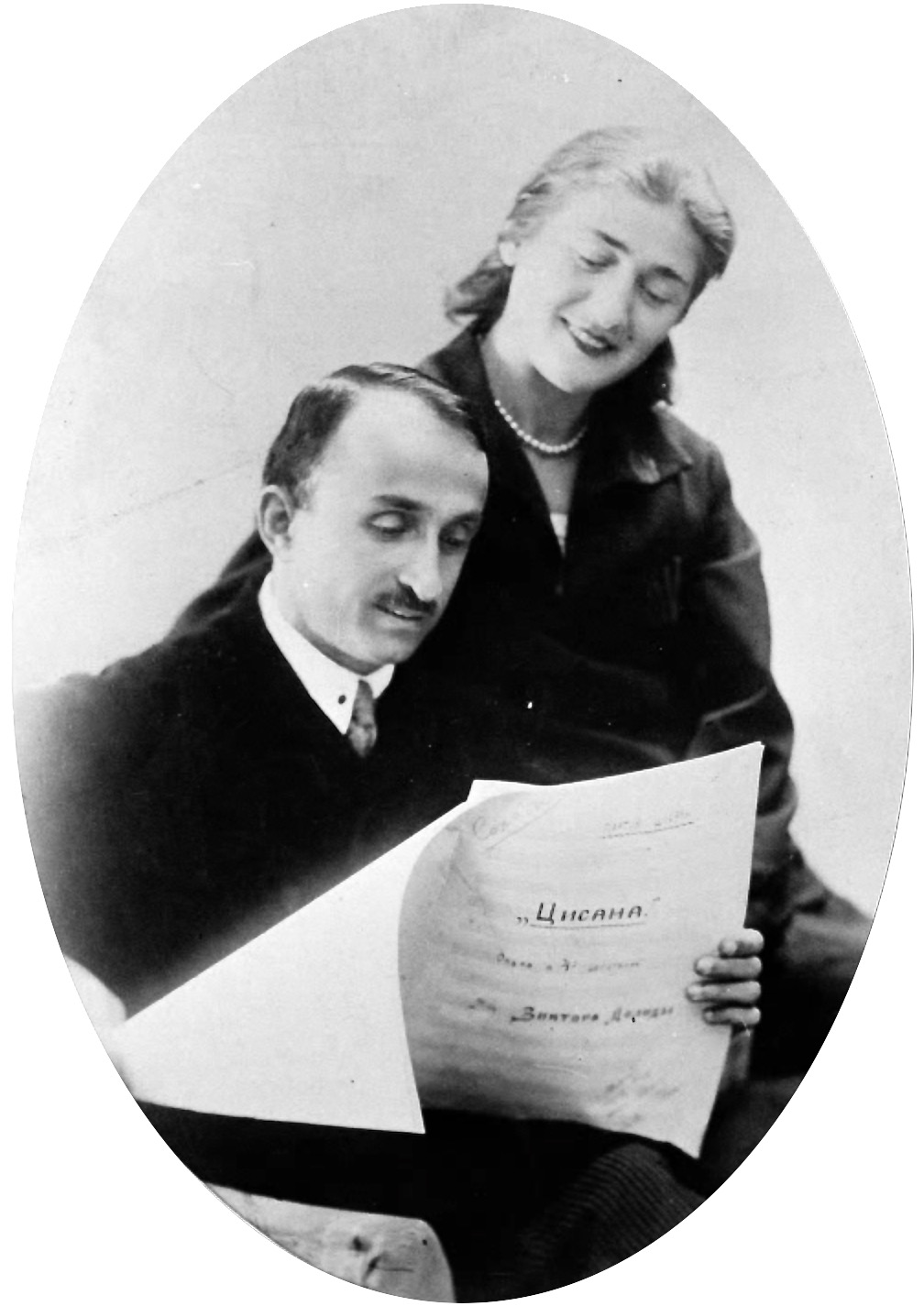
Wiktor Dolidse

Wiktor Isidores dse Dolidse (georgisch ვიქტორ ისიდორეს ძე დოლიძე; * 18. Julijul. / 30. Juli 1890greg. in Osurgeti; † 24. Mai 1933 in Tiflis) war ein georgisch-sowjetischer Komponist.

## Leben
Dolidse stammte aus einer armen Bauernfamilie und absolvierte die Handelsfachschule Tiflis. 1910 gewann er bei einem Mandolinenspielwettbewerb den ersten Preis. Er studierte dann am Kiewer Wirtschaftsinstitut. Daneben studierte er Violine bei Michail Erdenko und Komposition an der Kiewer Musikhochschule, von der sich 1913 das Kiewer Konservatorium abspaltete. 1917 schloss er das Studium ab und kehrte nach Georgien zurück, um sich ganz der Musik zu widmen.
Dolidse schuf eine Reihe von Opern, darunter 1917 die erste georgische Komische Oper Keto und Kote (Tiflis 1919), für die er das Libretto nach Awksenti Zagarelis Komödie Chanuma selbst geschrieben hatte, Lejla nach Zagarelis Lekis kali guljawari (Tiflis 1919) und Zisana nach einem Thema von Sezman Ert'acmindeli (Tiflis 1929). Er sammelte und notierte dann die ossetische Volksmusik und schuf kleine Orchesterstücke, so den Tanz Ossetische Lesginka, die Aufforderung zum Tanz und die Chonga-Kaft. 1931 begann er ausgehend von den ossetischen Sagen Tschermen und Samīra an der Oper Samīra zu arbeiten, die er nicht mehr vollenden konnte.